# Igreja de São Lucas

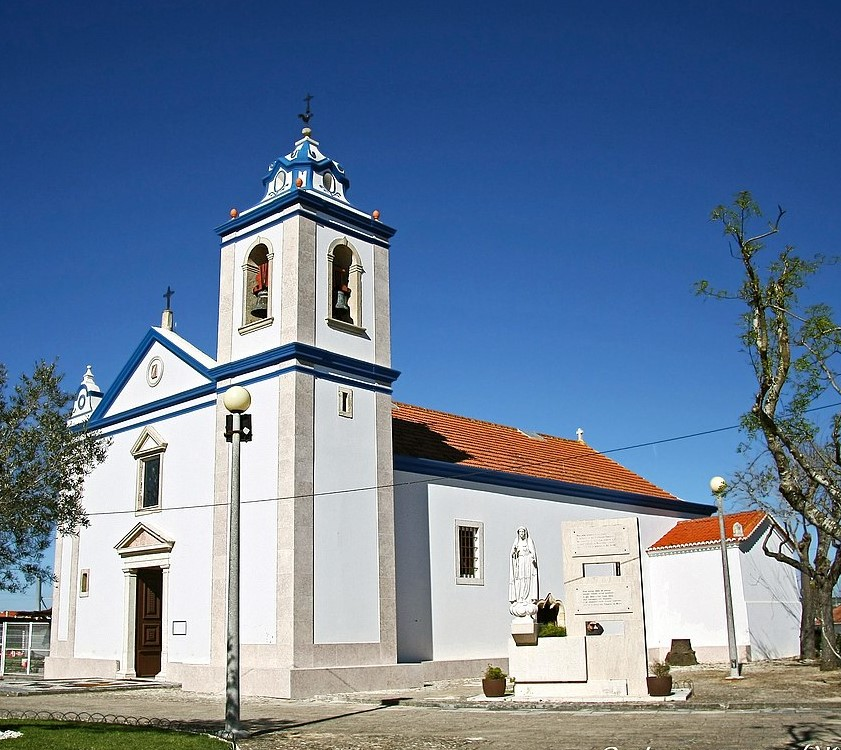

A Igreja de São Lucas, ou Igreja Matriz de Freiria, é o maior templo católico da freguesia de Freiria.
Construída no século XVII sobre outra preexistente, precisou ser remodelada após um grande incêndio ocorrido há cem anos.
A sacristia possui um painel de azulejos polícromos, executado em 1656, com a seguinte inscrição: "QVINTELA FECIT".
Esta classificada como Monumento de Interesse Público.